# Gerhard Hofmann (Rechtsanwalt)

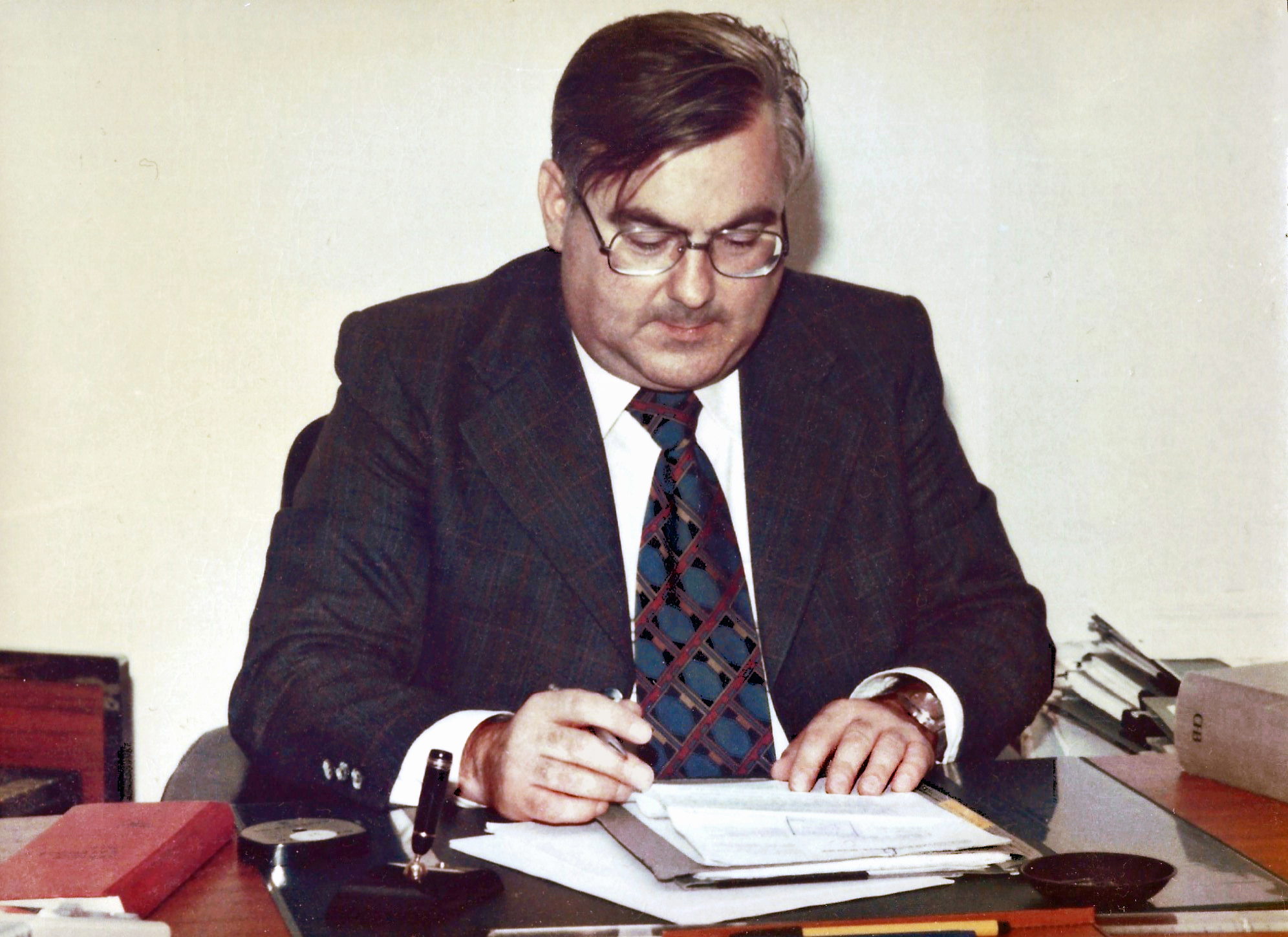
Gerhard Hofmann um 1980

Gerhard Hermann Hofmann (* 30. Januar 1927 in Künzelsau; † 2. Juni 1987 in Tübingen) war ein Rechtsanwalt aus Tübingen.
Gerhard Hofmann legte 1944 am Gymnasium bei St. Michael in Schwäbisch Hall das Abitur ab. Nach Wehrdienst und Kriegsgefangenschaft begann er ein Studium der Rechtswissenschaft an der Eberhard Karls Universität Tübingen, das er 1960 mit der zweiten juristischen Staatsprüfung abschloss. Anschließend arbeitete Hofmann als Rechtsanwalt in Tübingen.
Während seiner Tätigkeit machte er sich vor allem als Pflichtverteidiger von Angeklagten, die einer politisch motivierten Straftat bezichtigt wurden, einen Namen. Hofmann verteidigte dabei sowohl Angeklagte aus dem linken als auch aus dem rechten politischen Spektrum. Zu seinen Mandanten zählten beispielsweise der Rechtsextremist  Manfred Roeder, aber auch RAF-Sympathisanten, die angeklagt waren, Christian Klar beim Anschlag auf US-General Frederick J. Kroesen unterstützt zu haben. Darüber hinaus war Gerhard Hofmann von 1972 bis zu seinem Tod Vorsitzender des Anwaltvereins Tübingen.
Für seine Verdienste um die deutsche Rechtspflege wurde er 1983 mit dem Ehrenzeichen der Deutschen Anwaltschaft und 1986 mit dem Bundesverdienstkreuz ausgezeichnet.